# Adium
Adium 是一个Mac OS X上的多方協議即時通訊客戶端，以libpurple函式庫為基礎。Adium 由 CocoaAPI 編寫，並以自由軟體的GNU釋出。

## 歷史
Adium由當時的大學生Adam Iser開發，並於2001年9月發表1.0版本。下一版本原本應為Adium 2.0，但隨後即被更名為Adium，一個自1.0重寫的版本。它的最大改進在於它轉換至libpurple協議而可支援如ICQ、Windows Live Messenger、Yahoo! Messenger、XMPP（Google Talk亦使用），而非僅AIM。大部分的libpurple部份由Pidgin團隊完成，而Adium團隊則完成Adium的圖形用戶界面。
下一版的主要計畫為Adium 1.0，開發計畫在 Adium Trac 頁面 有清楚地呈現。原最主要的改變在於Adium 1.0將從libpurple轉換至joscar協議以改善AIM程序並改進檔案傳輸。然而，在2006年12月8日，開發團隊重新使用libpurple，因其有了Java-Cocoa的協議。
在歷經多次測試之後，Adium 1.0已於2007年2月3日推出。
Adium另廣知於Mac社群在於蘋果公司使用Adium 0.89.1於Xcode 2.3的編譯執行時間來作為Mac Pro與PowerMac G5 Quad的效能比較。

## 協定
Adium 支援下列的帳號種類：
- Windows Live Messenger
- AOL即時通訊
- Bonjour（原 Rendezvous）
- Facebook
- Fetion (需插件 （页面存档备份，存于）)
- Gadu-Gadu
- ICQ
- XMPP (Google Talk, LiveJournal)
- Lotus Sametime
- MobileMe（原 .Mac）
- MySpace
- Novell GroupWise
- 腾讯QQ (需插件  （页面存档备份，存于）)
- SIP／SIMPLE
- Yahoo! Messenger
- Yahoo! Japan
- Zephyr

## 插件與自定性
Adium支援插件使用，大部分的功能都可正確地使用插件來改變。其中甚至有插件支持在對話頁輸入LaTeX數學公式。其他功能如檔案傳輸，也支持Growl的提示系統，也有如加密訊息的OTR。Adium 0.88是首次支持通用二進位的版本，使Intel核心的Mac得以執行。
Adium因其的Xtras開發而有高自定性。它可藉由數以百計的Xtras來自定如表情符號、Dock圖示、聯絡人列表與訊息風格。Adium也可使用不同的鈴聲。AppleScript也可自動被運用在這些程序的處理。
Adium也有個另外獨立計畫，叫做"Metal Adium"。 此版本使用iLife的「明亮金屬」主題而非使用預設的Aqua，由Michael Barca與Andrew Nesbitt支持。

## M群問題
曾经有大量Mac OS X平台上的中文使用者指出，在Adium中登入Windows Live Messenger並使用IMGroups或M群時，不能正確顯示群內各使用者的名稱。 其後，有一些中國程式員寫出修改版的Adium，以便使用者在Adium上使用M群。 再之后，IMGroups和M群官方修正了这个问题。

## 來源
1. ↑  . 2013年10月13日  [2020年12月20日].
2. ↑  .   [2022年2月17日].
3. ↑  . 蘋果公司.   [2006年9月20日]. （原始内容存档于2006年8月28日）.
4. ↑  .   [2006年12月24日]. （原始内容存档于2007年1月10日）.
5. ↑  .   [2010年4月7日]. （原始内容存档于2019年2月15日）.
6. ↑  .   [2010年4月22日]. （原始内容存档于2010年4月16日）.

## 外部連結
- Adium （页面存档备份，存于） — 官方網站
- Adium Xtras （页面存档备份，存于） — "Xtras"可以讓人自定界面如Dock的圖示與聯絡人界面。
- Adium Forums （页面存档备份，存于） — 官方Adium論壇
- Portable Adium （页面存档备份，存于） — 包裝成可攜式軟體。
- Evan Schoenberg of Adium，DrunkenBlog, 2004年7月15日
- Chris Forsythe所作的Adium與Growl的簡介 （页面存档备份，存于），OSNews, 2006年8月9日
- Chris Forsythe談論Adium，CocoaRadio, 2006年5月23日